# Beclean
Beclean (Ausspracheⓘ; auch Beclean pe Someș, deutsch und ungarisch Bethlen) ist eine Kleinstadt im Kreis Bistrița-Năsăud in Rumänien. Zu ihr gehören neben der eigentlichen Stadt Beclean auch die Dörfer Coldău, Figa und Rusu de Jos.

## Lage
Beclean liegt im Norden Siebenbürgens am Fluss Someșul Mare (Großer Somesch). Die Kreishauptstadt Bistrița befindet sich etwa 25 km östlich.

## Geschichte

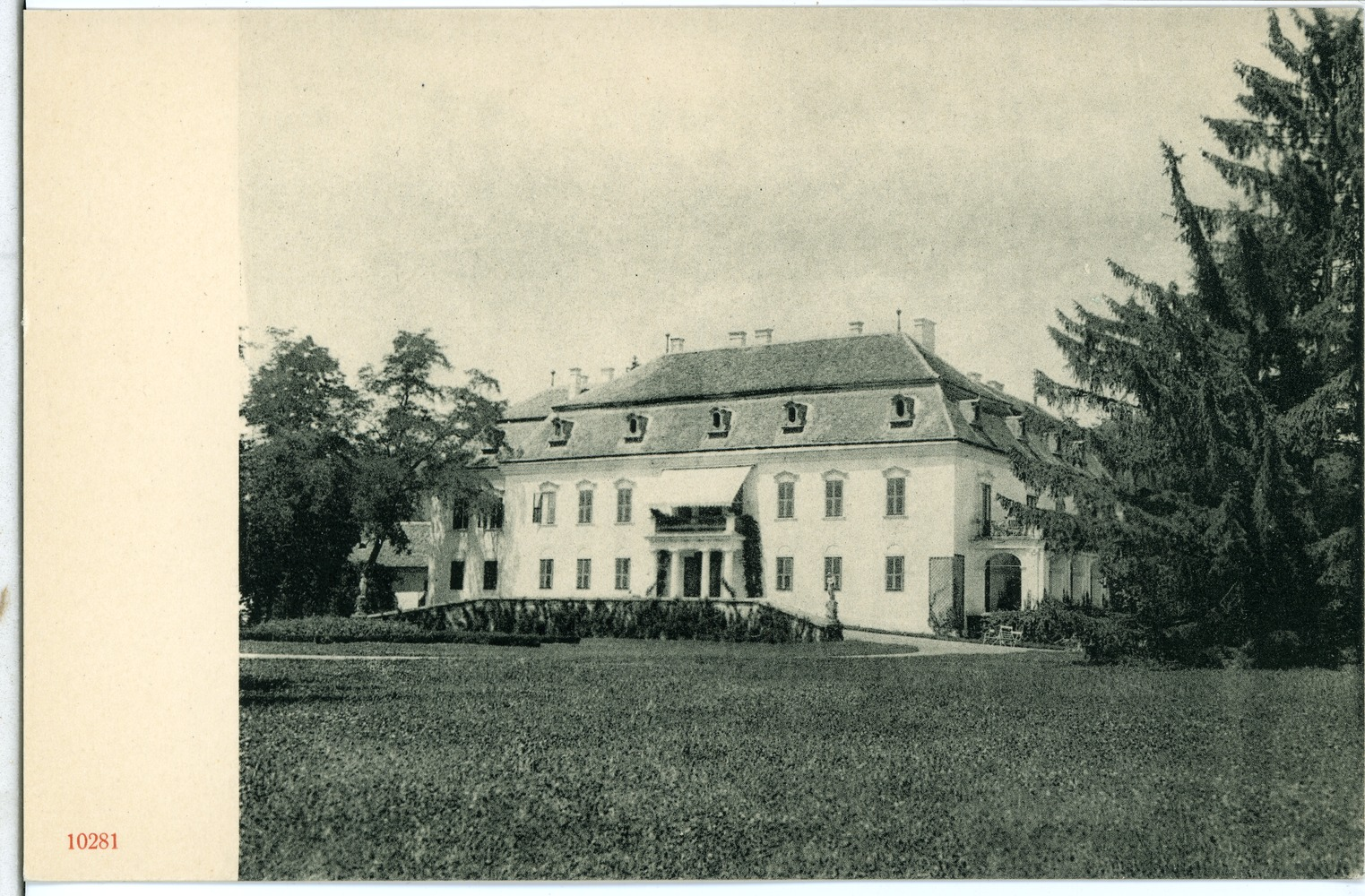
Castelul Bethlen

Der Ort wurde 1235 erstmals urkundlich erwähnt. Zur Abwehr von Tatareneinfällen wurde eine Burg angelegt, die zunächst aus Erdwällen, später aus Steinmauern bestand. 1438 wurde die Burg Stammsitz der ungarischen Adelsfamilie Bethlen, der unter anderem der siebenbürgische Fürst Gábor Bethlen entstammte. Während der Kuruzenkriege zu Beginn des 18. Jahrhunderts wurde Beclean von habsburgischen Truppen erobert und die Burg zur Vorbeugung weiterer Erhebungen geschleift. Die 1886 eröffnete Strecke Bahnstrecke Dej–Bistrița der Szamostalbahn verschaffte Bethlen den Anschluss ans Eisenbahnnetz.
Nachdem Bethlen/Beclean seit seiner Entstehung zum Königreich Ungarn gehört hatte, kam es nach dem Ersten Weltkrieg zu Rumänien. Von 1940 bis 1944 kam der Ort infolge des Zweiten Wiener Schiedsspruches vorübergehend wieder zu Ungarn. 1968 wurde Beclean zur Stadt erhoben.

## Bevölkerung
Bei der offiziellen Volkszählung im Jahr 1850 waren etwa 60 Prozent der Bewohner Rumänen, 20 Prozent Ungarn, die übrigen Juden, Roma und Deutsche. Nach dem Österreichisch-Ungarischen Ausgleich von 1867 kam es in Siebenbürgen zu einem ausgeprägten Magyarisierungsdruck, der sich in Beclean bei der Volkszählung von 1910 in einer relativen ungarischen Bevölkerungsmehrheit niederschlug. Nach dem Zweiten Weltkrieg stieg der Anteil der Rumänen kontinuierlich an. Bei der Volkszählung 2002 bezeichneten sich von damals 10.878 Bewohnern 8700 als Rumänen, 1814 als Ungarn, 328 als Roma, 19 als Deutsche, 8 als Ukrainer, 3 als Italiener, 1 als Türke; 5 weitere gaben eine andere Nationalität an. Im Jahr 2002 lebten in der Stadt selbst 9330 Einwohner, in den drei Katastralgemeinden 1548.

## Verkehr
Beclean liegt am Drum național 17, der von Dej nach Suceava führt. Am Stadtrand zweigt die Nationalstraße 17C ab, die Siebenbürgen mit der Maramureș verbindet.
Die Stadt ist außerdem ein wichtiger Eisenbahnknotenpunkt. Von der Bahnstrecke Dej–Bistrița zweigt hier die Linie nach Rodna ab, die eine wichtige Funktion in der Verbindung zwischen Siebenbürgen einerseits und der Maramureș und der Bukowina andererseits erfüllt.

## Sehenswürdigkeiten

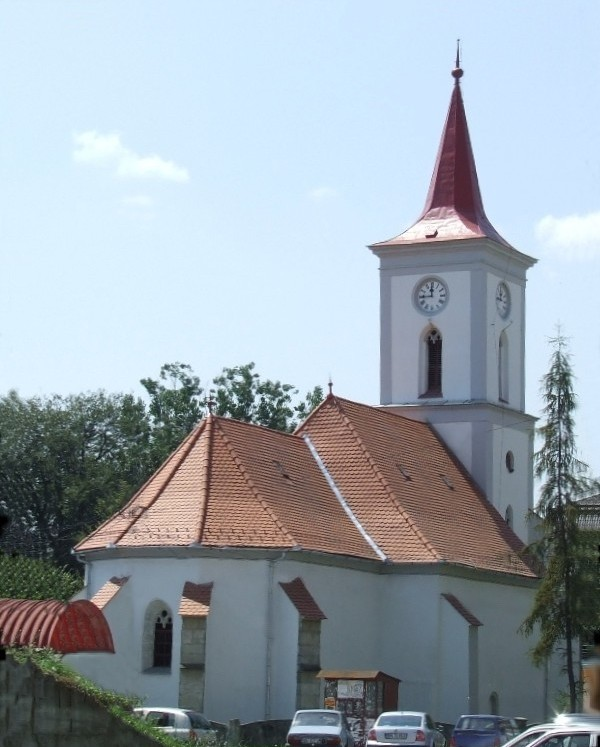
Kirche in Beclean

- insgesamt drei Schlösser der Familie Bethlen
- Reste der Burg
- ungarisch-reformierte Kirche aus dem 15. Jahrhundert
- rumänisch-orthodoxe Kirche von 1800–1808

## Persönlichkeiten
- Béla Székely (1892–1955), Publizist und Psychologe
- Radu Afrim (* 1968), Theaterregisseur[6]